# ハイド郡 (ノースカロライナ州)
ハイド郡（ハイドぐん、英: Hyde County）は、アメリカ合衆国ノースカロライナ州の東部、大西洋岸に位置する郡である。2010年国勢調査での人口は5,810人であり、2000年の5,826人から0.3%減少した。郡庁所在地は国勢調査指定地域であるスワンクォーター（人口324人）であり、郡内に法人化された自治体は無い。

## 歴史
ハイド郡は1705年12月3日に、バス郡（現在は廃郡）の3地区の1つ、「ウィッカム地区」として設立された。ウィッカムという名前はイギリスのバッキンガムシャーにあるワイコーム寺院の荘園から採られた。そこは1695年から1696年まで南北カロライナ植民地総督を務めたジョン・アークデールの住居だった。1712年、ノースカロライナ植民地総督を1711年から1712年まで務めたエドワード・ハイドに因み、「ハイド地区」と改名された。1739年、バス郡が廃止され、ハイド地区がハイド郡となった。
その後は何度も郡域の調整が行われた。1745年、マッタマスキート湖とその隣接地域がカリタック郡からハイド郡に移管された。1819年、パンゴー川から西のハイド郡領域がボーフォート郡に付設された。1823年、カリタック郡のニュー入り江から南がハイド郡に譲渡された。この地域には現在のハッテラス島が含まれている。1845年、カータレット郡からオクラコーク島がハイド郡に移管された。1870年、ハイド郡北部と、カリタック郡、ティレル郡の一部を合わせて、デア郡が設立され、ハイド郡は現在の領域になった。その設立以来、郡域が修正された回数では州内のどの郡よりも多い。

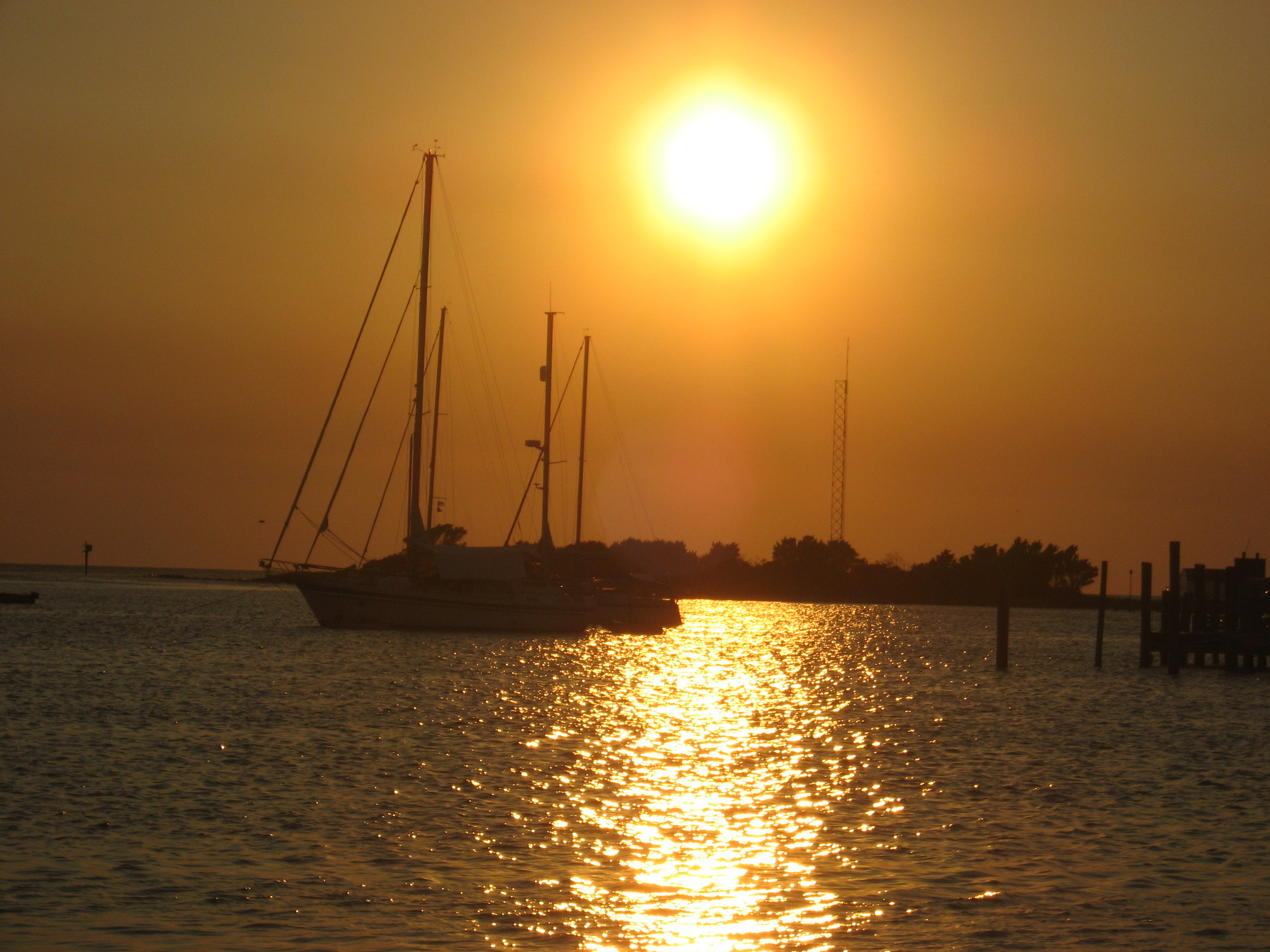
オラクル近くの湖の夕陽

## 郡政府
ハイド郡は、地域自治体の組織であるアルベマール自治体委員会のメンバーである。
ハイド郡はには5つの消防団がある。その位置はエンゲルハード、フェアフィールド、オラコーク、スクラントン、スワンクォーターである。

### 政治
ハイド郡はアメリカ合衆国下院のノースカロライナ州第3選挙区に入っている。2008年アメリカ合衆国大統領選挙では、ノースカロライナ州の他地域と同様接戦になり、バラク・オバマが1,241票、ジョン・マケインが1,212票、その他の候補者が16票という結果になった。

## 地理
アメリカ合衆国国勢調査局に拠れば、郡域全面積は1,424平方マイル (3,688.1 km2)であり、このうち陸地613平方マイル (1,587.7 km2)、水域は811平方マイル (2,100.5 km2)で水域率は56.97%である。ハイド郡はインナーバンクスに位置している。アウターバンクスにはオラコーク島がある。

### 郡区
ハイド郡は5つの郡区に分割されている。カリタック、フェアフィールド、レイクランディング、オラコーク、スワンクォーターの各郡区である。6番目の郡区だったマッタマスキートは現在、連邦政府が管理するマッタマスキート国立野生生物保護区となり、未編入領域となっている。

### 主要高規格道路
- アメリカ国道264号線
- ノースカロライナ州道12号線
- ノースカロライナ州道45号線
- ノースカロライナ州道94号線

### 隣接する郡
- ティレル郡 - 北
- デア郡 - 北東
- カータレット郡 - 南西
- ボーフォート郡 - 西
- ワシントン郡 - 北西

### 隣接する海域
- パムリコ湾 - 東
- 大西洋 - 南

### 国立保護地域
- アリゲーター川国立野生生物保護区（部分）
- ケープハッテラス国立海岸（部分）
- マッタマスキート国立野生生物保護区
- ポコシン湖群国立野生生物保護区（部分）
- スワンクォーター国立野生生物保護区

## 人口動態
以下は2000年の国勢調査による人口統計データである。
| 基礎データ - 人口: 5,826人 - 世帯数: 2,185 世帯 - 家族数: 1,433 家族 - 人口密度: 4人/km2（10人/mi2） - 住居数: 3,302軒 - 住居密度: 2軒/km2（5軒/mi2） 人種別人口構成 - 白人: 62.65% - アフリカン・アメリカン: 35.07% - ネイティブ・アメリカン: 0.31% - アジア人: 0.36% - その他の人種: 0.84% - 混血: 0.77% - ヒスパニック・ラテン系: 2.25% | 年齢別人口構成 - 18歳未満: 20.4% - 18-24歳: 7.9% - 25-44歳: 30.7% - 45-64歳: 24.6% - 65歳以上: 16.4% - 年齢の中央値: 40歳 - 性比（女性100人あたり男性の人口） - 総人口: 112.2 - 18歳以上: 115.6 世帯と家族（対世帯数） - 18歳未満の子供がいる: 26.4% - 結婚・同居している夫婦: 48.7% - 未婚・離婚・死別女性が世帯主: 13.1% - 非家族世帯: 34.4% - 単身世帯: 30.6% - 65歳以上の老人1人暮らし: 13.9% - 平均構成人数 - 世帯: 2.36人 - 家族: 2.94人 | 収入と家計 - 収入の中央値 - 世帯: 28,444米ドル - 家族: 35,558米ドル - 性別 - 男性: 25,216米ドル - 女性: 20,482米ドル - 人口1人あたり収入: 13,164米ドル - 貧困線以下 - 対人口: 15.4% - 対家族数: 10.3% - 18歳未満: 19.5% - 65歳以上: 23.0% |

## 都市と町

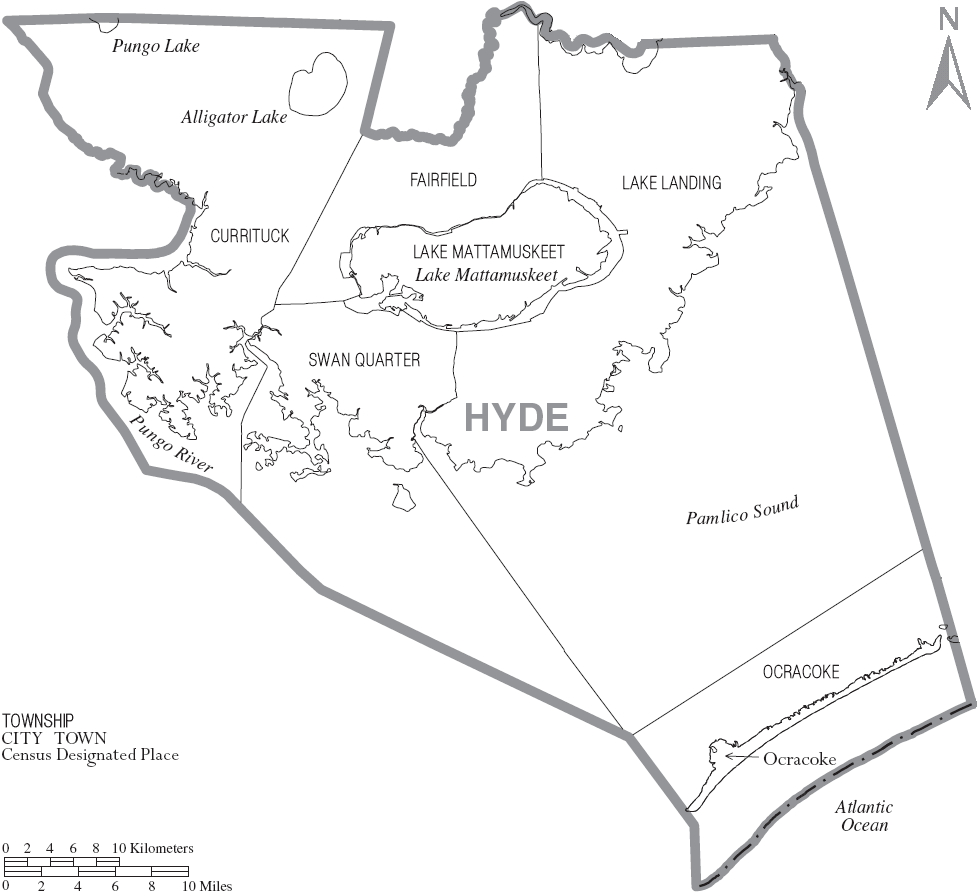
ハイド郡の自治体と郡区

(all unincorporated)
| - エンゲルハード - フェアフィールド - ジャーマンタウン | - ラストチャンス - ネブラスカ - オラコーク | - スクラントン - スタンピーポイント - スワンクォーター - 郡庁所在地 |

## 教育
ハイド郡の公共教育学区は州内最小である。次の2つの学校があるだけである。
- マッタマスキート学校、幼稚園から12年生まで、本土の児童生徒を受け入れ
- オラコーク学校、幼稚園から12年生まで、オラコーク島の児童生徒を受け入れ

郡内唯一の私立学校として、郡北西部に小さなメノナイトの学校がある。メノナイト信徒の指定を受け入れている。

## メディア
郡内にはFMラジオの放送局が2局ある。これらはハッテラスで免許を得ているがエンゲルハード郊外で送信施設を維持している。
オラコーク島にもFMラジオ局が建設中であり、低出力の非営業局である。
スワンクォーターのマッタマスキート学校にもFMラジオ局がある。州内では2つしか無い高校が運営するラジオ局の1つである。